# قطعنامه ۲۰۹۹ شورای امنیت
قطعنامهٔ ۲۰۹۹ شورای امنیت سازمان ملل متحد سندی بین‌المللی دربارهٔ وضعیت در صحرای غربی است. این قطعنامه طی نشست شورای امنیت سازمان ملل متحد در تاریخ ۲۵ آوریل ۲۰۱۳ میلادی با ۱۵ رأی موافق، ۰ مخالف و ۰ ممتنع به تصویب رسید.